# سرديان تودوروفيتش
سرديان «زيكا» تودوروفيتش (بالصربية: Срђан "Жика" Тодоровић) هو ممثل وموسيقي صربي (ولد بتاريخ 28 مارس 1965 في بلغراد) وهو ابن الممثل الراحل بورا تودوروفيتش.

## أعماله
مثل في الكثير من الأفلام والمسلسلات أبرزها هو بطولة فيلم «فيلم صربي» الذي يعتبره الكثير أكثر فيلم إثارة للجدل في التاريخ.

## وصلات خارجية
- سرديان تودوروفيتش على موقع IMDb (الإنجليزية)
- سرديان تودوروفيتش على موقع ألو سيني (الفرنسية)
- سرديان تودوروفيتش على موقع ميوزك برينز (الإنجليزية)
- سرديان تودوروفيتش على موقع أول موفي (الإنجليزية)
- سرديان تودوروفيتش على موقع قاعدة بيانات الأفلام السويدية (السويدية)
- سرديان تودوروفيتش على موقع ديسكوغز (الإنجليزية)
- سرديان تودوروفيتش على موقع قاعدة بيانات الفيلم (الإنجليزية)
- سرديان تودوروفيتش على موقع كينوبويسك (الروسية)

صفحته على IMDb